# Việt (nước)
Việt (Phồn thể: 越國; Giản thể: 越国), còn gọi là Việt (戉), Ư Việt (於越/於粤), là một chư hầu của nhà Chu thời Xuân Thu và Chiến Quốc trong lịch sử Trung Quốc. Lãnh thổ quốc gia này tương ứng hiện tại ở vùng đất phía nam Trường Giang, ven biển Chiết Giang, Trung Quốc.
Quốc gia này vì vị trí rất xa Trung Nguyên và thường không được ghi chép nổi bật, chỉ được biết đến khi Việt vương Câu Tiễn đánh bại Ngô Phù Sai, cùng các truyền thuyết về nàng Tây Thi. Vào thời Chiến Quốc, quốc gia này bị nước Sở tiêu diệt.

## Lịch sử
Các quốc quân nước Việt thuộc dòng dõi thế nào, vẫn còn nhiều tranh cãi, có hai thuyết (1) là hậu duệ Quốc vương nước Sở, (2) là dòng dõi Hạ Vũ, được phong ở đất Cối Kê để lo việc phụng thờ. Nước này nổi tiếng về chất lượng gia công đồ kim khí, đặc biệt là các thanh kiếm của họ. Kinh đô Việt đặt ở Cối Kê, nay thuộc huyện Thiệu Hưng, tỉnh Chiết Giang.
Do vị trí quá xa Trung Nguyên nên tiểu quốc Việt không thu hút nhiều sự quan tâm của nhà Chu và các nước chư hầu lớn. Chỉ đến khi Việt vương Câu Tiễn tiêu diệt nước Ngô, vốn đã đánh phá nước Sở hùng mạnh trước đó, triều Chu phải công nhận địa vị bá chủ phía nam của nước Việt. Thời kỳ này đánh dấu sự thịnh vượng của nước Việt khi quốc gia này nhiều năm nắm giữ địa vị bá chủ trung nguyên với sự công nhận tuyệt đối của triều đình nhà Chu và các chư hầu.

## Suy vong
Đầu thời kỳ Chiến Quốc, thế nước Việt vẫn còn rất mạnh. Qua các đời vua tiếp theo sau Câu Tiễn, nước Việt tiếp tục tiến hành tiêu diệt và thâu tóm các nước chư hầu nhỏ khác khiến lãnh thổ tiếp tục mở rộng lên phía bắc. Bấy giờ, lãnh thổ của nước Việt đã rất rộng, giáp ranh hai nước Sơn Đông khác là Lỗ và Tề. Trước khi có sự trỗi dậy của nước Tần, Việt cùng với Sở và Ngụy là ba nước mạnh nhất thời điểm lúc đó. Cũng trong thời gian này mối quan hệ giữa hai nước Tề và Việt không mấy gì là tốt đẹp.
Tuy nhiên, những tranh chấp trong nội bộ dòng tộc đã khiến nước Việt suy yếu, kèm theo đó là những lần bại trận trước nước Sở trong những lần tranh chấp lãnh thổ biên giới đã khiến nước Việt mất dần địa vị bá chủ.
Vào năm 334 TCN, nước Sở mở một cuộc tấn công bất ngờ vào lãnh thổ nước Việt và đoạt lấy vùng Giang Tô, kinh đô cũ của nước Ngô. Cuộc tấn công của nước Sở đã cắt đôi lãnh thổ nước Việt, bấy giờ phần phía bắc của nước Việt đang giáp với nước Tề. Sau nhiều năm kháng cự, cuối cùng nước Việt cũng bị nước Sở tiêu diệt, Việt vương Vô Cương thất trận và bị giết. Lãnh thổ nước Việt bị nước Sở và nước Tề sáp nhập. Con thứ hai của Vô Cương là Minh Di được vua Sở cho cai quản vùng đất Ngô Thành (nay ở huyện Ngô Hưng tỉnh Chiết Giang), nằm ở phía nam Âu Dương Đình, được đặt tên như vậy bởi vì nó được xây dựng ở phía nam và là phía dương (mặt trời) của núi Âu Dương, vì thế ông được đặt danh hiệu là Âu Dương Đình Hầu.
Năm 223 TCN, tướng nước Tần là Vương Tiễn sau khi diệt nước Sở đã tiến vào vùng đất Việt. Các thủ lĩnh người Việt ở đây (là hậu duệ của Câu Tiễn) đều quy phục. Vương Tiễn bèn lấy đất Việt lập quận Cối Kê. Con cháu họ tiếp tục giữ họ Âu, họ Âu Dương hay họ Âu Hầu để tưởng nhớ chức tước ngày xưa của tổ tiên.

## Danh sách vua nước Việt

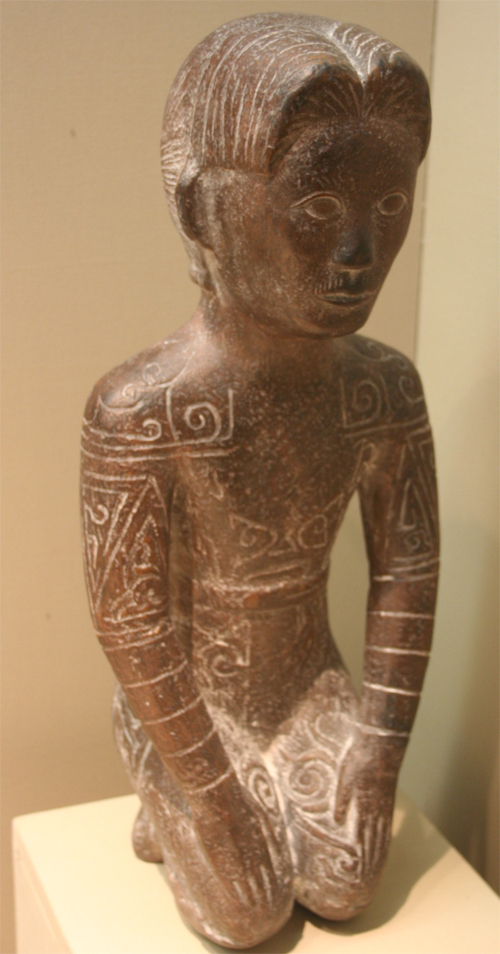
Tượng một người đàn ông, có niên đại từ thời Vương quốc Việt

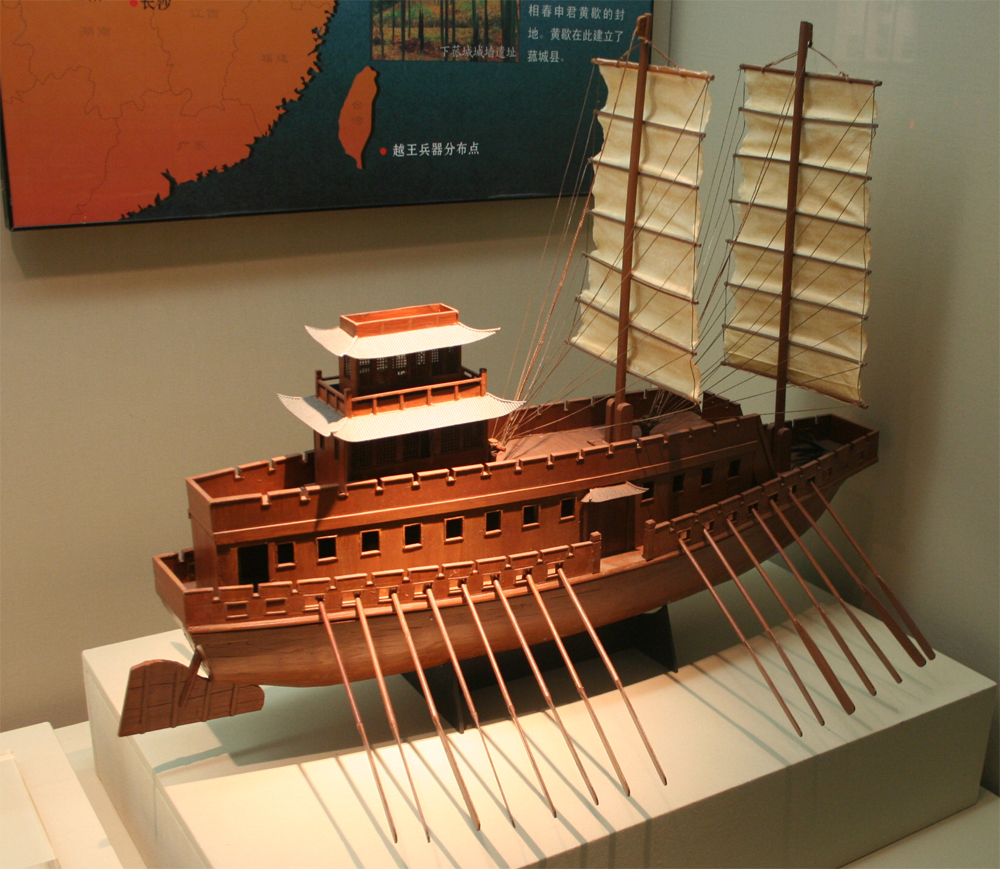
Thuyền chiến nước Việt

| Phu Đàm ?-565 TCN─538 TCN  |                     |                     |                     |                     |                     |  |  |    |    |    |    |    |    |  |  |  |  |
|                            |                     |                     |                     |                     |                     |  |  |    |    |    |    |    |    |  |  |  |  |
| Doãn Thường ?-─497 TCN     |                     |                     |                     |                     |                     |  |  |    |    |    |    |    |    |  |  |  |  |
|                            |                     |                     |                     |                     |                     |  |  |    |    |    |    |    |    |  |  |  |  |
| Câu Tiễn ?-496 TCN─465 TCN |                     |                     |                     |                     |                     |  |  |    |    |    |    |    |    |  |  |  |  |
|                            |                     |                     |                     |                     |                     |  |  |    |    |    |    |    |    |  |  |  |  |
| Lộc Dĩnh ?-464 TCN─459 TCN |                     |                     |                     |                     |                     |  |  |    |    |    |    |    |    |  |  |  |  |
|                            |                     |                     |                     |                     |                     |  |  |    |    |    |    |    |    |  |  |  |  |
| Bất Thọ ?-458 TCN─449 TCN  |                     |                     |                     |                     |                     |  |  |    |    |    |    |    |    |  |  |  |  |
|                            |                     |                     |                     |                     |                     |  |  |    |    |    |    |    |    |  |  |  |  |
| Chu Câu ?-448 TCN─412 TCN  |                     |                     |                     |                     |                     |  |  |    |    |    |    |    |    |  |  |  |  |
|                            |                     |                     |                     |                     |                     |  |  |    |    |    |    |    |    |  |  |  |  |
|                            |                     |                     |                     |                     |                     |  |  |    |    |    |    |    |    |  |  |  |  |
| Ế ?-411 TCN─376 TCN        | Ế ?-411 TCN─376 TCN | Ế ?-411 TCN─376 TCN | Ế ?-411 TCN─376 TCN | Ế ?-411 TCN─376 TCN | Ế ?-411 TCN─376 TCN |  |  | Dự | Dự | Dự | Dự | Dự | Dự |  |  |  |  |
| Ế ?-411 TCN─376 TCN        | Ế ?-411 TCN─376 TCN | Ế ?-411 TCN─376 TCN | Ế ?-411 TCN─376 TCN | Ế ?-411 TCN─376 TCN | Ế ?-411 TCN─376 TCN |  |  | Dự | Dự | Dự | Dự | Dự | Dự |  |  |  |  |
| Chư Cữu ？-376 TCN         |                     |                     |                     |                     |                     |  |  |    |    |    |    |    |    |  |  |  |  |

| Đời                                                            | Xưng hiệu                       | Danh tính                                                        | Số năm tại vị | Thời gian tại vị  | Xuất thân                                              | Tư liệu                          |
| -------------------------------------------------------------- | ------------------------------- | ---------------------------------------------------------------- | ------------- | ----------------- | ------------------------------------------------------ | -------------------------------- |
| 1                                                              | Việt hầu Vô Dư (越侯無餘)       | Vô Dư (無餘)                                                     |               |                   | Con thứ của vua Hạ Thiếu Khang                         | Sử ký-Việt thế gia               |
| 10 đời vua không rõ                                            |                                 |                                                                  |               |                   |                                                        |                                  |
| 11                                                             | Việt hầu Vô Nhâm (越侯無壬)     | Vô Nhâm (無壬)                                                   |               |                   |                                                        | Ngô Việt Xuân Thu                |
| 12                                                             | Việt hầu Vô Thẩm (越侯無瞫)     | Vô Thẩm (無瞫)                                                   |               |                   |                                                        | Ngô Việt Xuân Thu                |
| 20 đời vua không rõ                                            |                                 |                                                                  |               |                   |                                                        |                                  |
| 33                                                             | Việt hầu Phu Đàm (越侯夫譚)     | Phu Đàm (夫譚)                                                   | 27            | 565 TCN - 538 TCN |                                                        | Sử ký-Việt thế gia               |
| 34                                                             | Việt hầu Doãn Thường (越侯允常) | Doãn Thường (允常)                                               | 42            | 538 TCN - 496 TCN | Con trai Phu Đàm, xưng vương năm 510 TCN               | Sử ký-Việt thế gia               |
| 35                                                             | Việt vương Câu Tiễn (越王句踐)  | Câu Tiễn (句踐) biệt danh Cưu Tiên (鳩淺)                        | 33            | 496 TCN - 464 TCN | Con trai Doãn Thường                                   | Sử ký-Việt thế gia Chiến Quốc sử |
| 36                                                             | Việt vương Lộc Dĩnh (越王鹿郢)  | Dữ Di (與夷) cũng có tên Lộc Dĩnh (鹿郢) cũng gọi là Ư Tứ (於賜) | 6             | 463 TCN - 458 TCN | Con trai Câu Tiễn                                      | Sử ký-Việt thế gia Chiến Quốc sử |
| 37                                                             | Việt vương Bất Thọ (越王不壽)   | Bất Thọ (不壽)                                                   | 10            | 457 TCN - 448 TCN | Con trai Lộc Dĩnh                                      | Sử ký-Việt thế gia Chiến Quốc sử |
| 38                                                             | Việt vương Chu Câu (越王朱句)   | Ông (翁) biệt danh Châu Câu (州句) hoặc ghi Chu Câu (朱句)       | 37            | 447 TCN - 411 TCN | Con trai Bất Thọ                                       | Sử ký-Việt thế gia Chiến Quốc sử |
| 39                                                             | Việt vương Ế (越王翳)           | Ế (翳) cũng có tên Thụ (授) cũng Bất Quang (不光)                | 36            | 410 TCN - 375 TCN | Con trai Chu Câu                                       | Sử ký-Việt thế gia Chiến Quốc sử |
| 40                                                             | Việt vương Thác Chi (越王錯枝)  | Thác Chi (錯枝), cũng Sưu (搜)                                   | 2             | 374 TCN - 373 TCN | cháu nội của Việt vương Ế, con trai của Chư Cữu (諸咎) | Sử ký-Việt thế gia Chiến Quốc sử |
| 41                                                             | Việt vương Vô Dư (越王無余)     | Vô Dư (無余) Mãng An (莽安) cũng Chi Hầu (之侯)                  | 12            | 372 TCN - 361 TCN | Thuộc gia tộc của Việt vương Thác Chi                  | Sử ký-Việt thế gia Chiến Quốc sử |
| 42                                                             | Việt vương Vô Chuyên (越王無顓) | Vô Chuyên (無顓) "Kỉ biên" viết Thảm Trục Mão (菼蠋卯)           | 18            | 360 TCN - 343 TCN |                                                        | Sử ký-Việt thế gia Chiến Quốc sử |
| 43                                                             | Việt vương Vô Cương (越王無彊)  | Vô Cương (無彊)                                                  | 37            | 342 TCN - 306 TCN | "Sử ký tác ẩn" nói là em trai của Vô Chuyên            | Sử ký-Việt thế gia Chiến Quốc sử |
| Năm 306 TCN, Sở đánh bại Việt, Việt vương Vô Cương bị sát hại. |                                 |                                                                  |               |                   |                                                        |                                  |